# Trop tard pour être mère ?

Trop tard pour être mère ? (An Unexpected Life) est un téléfilm américain réalisé par David Hugh Jones, diffusé en 1998.

## Synopsis
Un couple ont la garde de 2 enfants, mais il y a une situation difficile l'accouchement de la mère.

## Fiche technique
- Titre original : An Unexpected Life
- Réalisation : David Hugh Jones
- Scénario : Lee Rose
- Photographie : Eric Van Haren Noman
- Musique : Tom Scott
- Pays : États-Unis
- Durée : 110 min
- Genre : Drame

## Distribution
- Stockard Channing : Barbara Whitney
- Stephen Collins : Sam
- Christine Ebersole : Ruth Whitney
- Noah Fleiss : Matt Whitney
- Chelsea Russo : Megan Whitney
- Jenny O'Hara : Harriet
- Ken Pogue : le juge Whitlock
- Benjamin Ratner : Harry
- Sarah Strange : Claudia
- Kevin McNulty : Goldani